# Apolonia i Piotr Likos

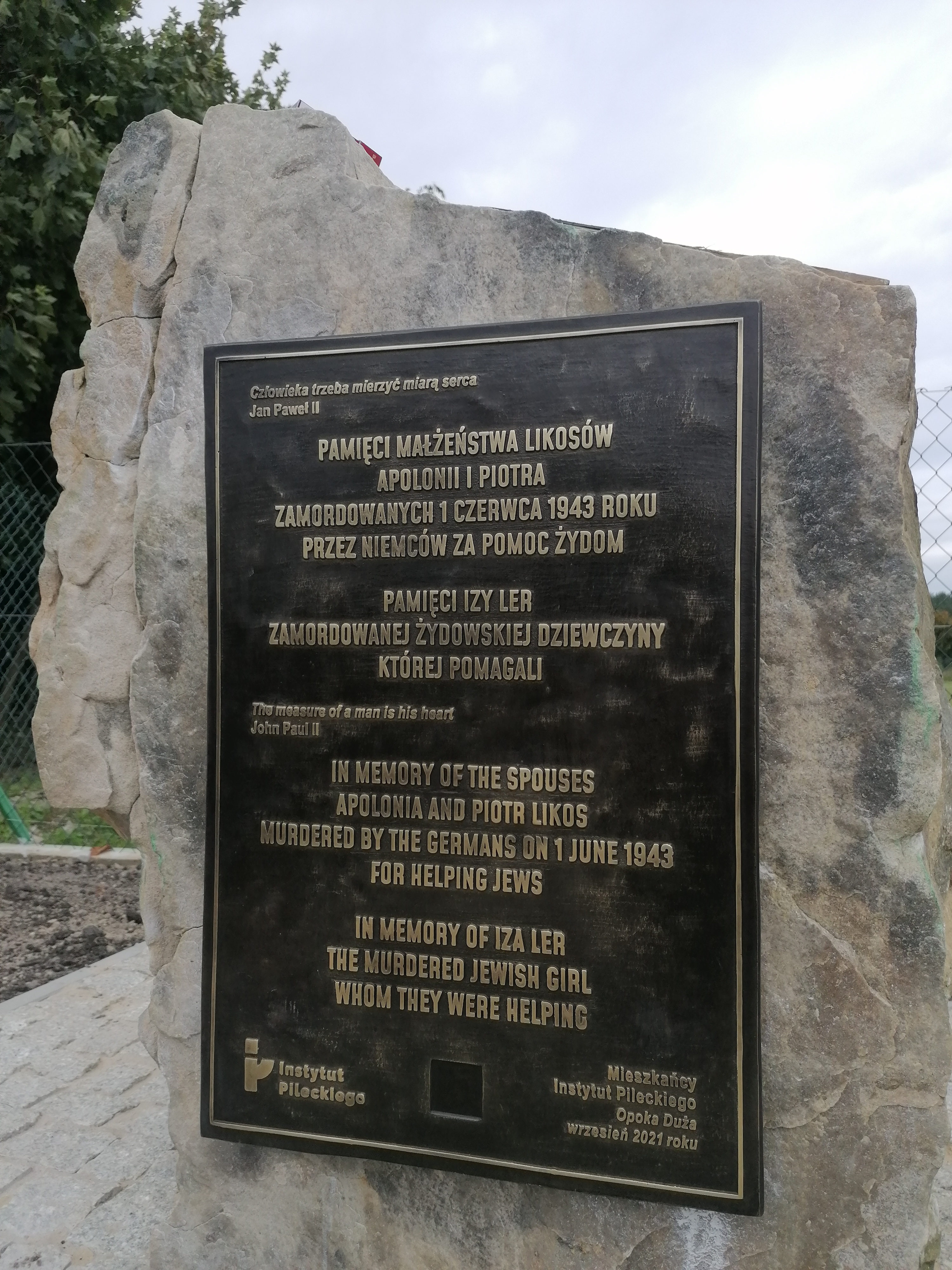
Tablica upamiętniająca Apolonię i Piotra Likosów

Apolonia i Piotr Likos (Apolonia ur. 1904; Piotr ur. 1901, obydwoje zm. 1 czerwca 1943 w Opoce Dużej) – malżeństwo, polscy rolnicy i rybacy zamordowani przez Niemców za pomoc okazaną Żydom podczas okupacji niemieckiej. Uhonorowani przez wiceminister kultury i dziedzictwa narodowego Magdalenę Gawin w ramach projektu Instytutu Pileckiego Zawołani po imieniu. Również Sprawiedliwi wśród Narodów Świata.

## Życiorys
Piotr Likos mieszkał wspólnie z żoną Apolonią i córką Natalią we wsi Opoka Duża w okolicy Annopola. Utrzymanie rodziny opierało się na prowadzeniu gospodarstwa rolnego i na rybołówstwie. Podczas okupacji niemieckiej Likos dostarczał żywność i ubrania zagrożonym prześladowaniem i ukrywającym się rodzinom Brenerów, Kestenbaumów, Chylów oraz Esterze Zakalik. Zimą 1942 r. Likosowie udzielili im schronienia w budynkach swojego gospodarstwa. Łącznie kilkunastu Żydów ukrywało się tamże do czerwca 1943 r. W opiekę nad nimi była zaangażowana cała rodzina Likosów, łącznie z nastoletnią Natalią. Wskutek donosu 1 czerwca 1943 r. niemieccy i ukraińscy żandarmi wkroczyli na teren gospodarstwa Likosów. Piotra i Apolonię następnie zaaresztowano, pobito i zastrzelono; podobny los spotkał ukrywaną Izę Ler. Ciała trójki zostały pochowane na terenie gospodarstwa. Córka Likosa, Natalia zdołała uciec przez okno domu. Podobnie inni ukrywani Żydzi zbiegli do pobliskiego lasu. Ciało Piotra Likosa jak i jego małżonki Apolonii zostały ekshumowane po zakończeniu okupacji niemieckiej i pochowane na cmentarzu w Annopolu. Miejsce spoczynku Izy Ler nie jest znane.

## Upamiętnienie
27 października 1993 r. na wniosek rodziny Kestenbaumów Jad Waszem uhonorował rodzinę Likosów (Piotra, Apolonię i Natalię) tytułem Sprawiedliwy wśród Narodów Świata. 30 września 2021 r. w Opoce Dużej miało miejsce odsłonięcie tablicy pamiątkowej poświęconej Piotrowi i Apolonii Likosom w ramach zainicjowanego przez Magdalenę Gawin wiceminister kultury i dziedzictwa narodowego a prowadzonego przez Instytut Pileckiego projektu Zawołani po imieniu.